# Lista över fornlämningar i Sigtuna kommun (Norrsunda)
Lista över fornlämningar i Sigtuna kommun (Norrsunda) är en förteckning av ett urval av de fornlämningar som finns i Norrsunda i Sigtuna kommun.
| Namn                            | Lämningstyp                 | Tillkomsttid | Historisk indelning | Plats             | Läge                 | ID-nr          | Bild                                      |
| ------------------------------- | --------------------------- | ------------ | ------------------- | ----------------- | -------------------- | -------------- | ----------------------------------------- |
| Norrsunda 3:1                   | Gravfält                    |              | Norrsunda, Uppland  |                   | 59.612024, 17.865032 | 10005700030001 | Ladda upp en bild av detta fornminne      |
| Norrsunda 5:1                   | Gravfält                    |              | Norrsunda, Uppland  |                   | 59.602062, 17.868738 | 10005700050001 | Ladda upp en bild av detta fornminne      |
| Norrsunda 7:1                   | Gravfält                    |              | Norrsunda, Uppland  |                   | 59.612515, 17.867435 | 10005700070001 | Ladda upp en bild av detta fornminne      |
| Norrsunda 8:1                   | Gravfält                    |              | Norrsunda, Uppland  |                   | 59.607867, 17.868253 | 10005700080001 | Ladda upp en bild av detta fornminne      |
| Norrsunda 10:1                  | Stensättning                |              | Norrsunda, Uppland  |                   | 59.608785, 17.876389 | 10005700100001 | Ladda upp en bild av detta fornminne      |
| Norrsunda 11:1                  | Gravfält                    |              | Norrsunda, Uppland  |                   | 59.607615, 17.877484 | 10005700110001 | Ladda upp en bild av detta fornminne      |
| Norrsunda 12:1                  | Gravfält                    |              | Norrsunda, Uppland  |                   | 59.608465, 17.882901 | 10005700120001 | Ladda upp en bild av detta fornminne      |
| Norrsunda 16:1                  | Grav- och boplatsområde     |              | Norrsunda, Uppland  |                   | 59.607988, 17.898961 | 10005700160001 | Ladda upp en bild av detta fornminne      |
| Norrsunda 17:1                  | Gravfält                    |              | Norrsunda, Uppland  |                   | 59.604186, 17.888146 | 10005700170001 | Ladda upp en bild av detta fornminne      |
| Norrsunda 18:1                  | Gravfält                    |              | Norrsunda, Uppland  |                   | 59.595959, 17.863857 | 10005700180001 | Ladda upp en bild av detta fornminne      |
| Norrsunda 20:1                  | Gravfält                    |              | Norrsunda, Uppland  |                   | 59.596431, 17.881733 | 10005700200001 | Ladda upp en bild av detta fornminne      |
| Norrsunda 21:1                  | Stensättning                |              | Norrsunda, Uppland  |                   | 59.595768, 17.882247 | 10005700210001 | Ladda upp en bild av detta fornminne      |
| Norrsunda 22:1                  | Gravfält                    |              | Norrsunda, Uppland  |                   | 59.595354, 17.879884 | 10005700220001 | Ladda upp en bild av detta fornminne      |
| Norrsunda 24:1                  | Hög                         |              | Norrsunda, Uppland  |                   | 59.593743, 17.886049 | 10005700240001 | Ladda upp en bild av detta fornminne      |
| Norrsunda 24:2                  | Hög                         |              | Norrsunda, Uppland  |                   | 59.593632, 17.886580 | 10005700240002 | Ladda upp en bild av detta fornminne      |
| Norrsunda 25:1                  | Gravfält                    |              | Norrsunda, Uppland  |                   | 59.593500, 17.887401 | 10005700250001 | Ladda upp en bild av detta fornminne      |
| Norrsunda 30:1                  | Gravfält                    |              | Norrsunda, Uppland  |                   | 59.601507, 17.904657 | 10005700300001 | Ladda upp en bild av detta fornminne      |
| Nordians hög (Norrsunda 31:1)   | Gravfält                    |              | Norrsunda, Uppland  |                   | 59.590820, 17.907104 | 10005700310001 | Ladda upp en till bild av detta fornminne |
| Norrsunda 32:1                  | Hög                         |              | Norrsunda, Uppland  |                   | 59.588974, 17.902816 | 10005700320001 | Ladda upp en bild av detta fornminne      |
| Norrsunda 32:2                  | Stensättning                |              | Norrsunda, Uppland  |                   | 59.588882, 17.902814 | 10005700320002 | Ladda upp en bild av detta fornminne      |
| Norrsunda 32:3                  | Stensättning                |              | Norrsunda, Uppland  |                   | 59.588792, 17.902813 | 10005700320003 | Ladda upp en bild av detta fornminne      |
| Norrsunda 35:2                  | Stensättning                |              | Norrsunda, Uppland  |                   | 59.590134, 17.910305 | 10005700350002 | Ladda upp en bild av detta fornminne      |
| Norrsunda 35:3                  | Stensättning                |              | Norrsunda, Uppland  |                   | 59.589963, 17.910312 | 10005700350003 | Ladda upp en bild av detta fornminne      |
| Norrsunda 36:1                  | Runristning                 |              | Norrsunda, Uppland  |                   | 59.588378, 17.918762 | 10005700360001 | Ladda upp en till bild av detta fornminne |
| Norrsunda 39:1                  | Hög                         |              | Norrsunda, Uppland  |                   | 59.592576, 17.903856 | 10005700390001 | Ladda upp en bild av detta fornminne      |
| Norrsunda 39:2                  | Hög                         |              | Norrsunda, Uppland  |                   | 59.592303, 17.903873 | 10005700390002 | Ladda upp en bild av detta fornminne      |
| Norrsunda 40:1                  | Röse                        |              | Norrsunda, Uppland  |                   | 59.594347, 17.872777 | 10005700400001 | Ladda upp en bild av detta fornminne      |
| Norrsunda 42:1                  | Stensättning                |              | Norrsunda, Uppland  |                   | 59.595292, 17.890793 | 10005700420001 | Ladda upp en bild av detta fornminne      |
| Norrsunda 42:2                  | Stensättning                |              | Norrsunda, Uppland  |                   | 59.595100, 17.890434 | 10005700420002 | Ladda upp en bild av detta fornminne      |
| Norrsunda 43:1                  | Stensättning                |              | Norrsunda, Uppland  |                   | 59.593086, 17.858117 | 10005700430001 | Ladda upp en bild av detta fornminne      |
| Norrsunda 44:1                  | Gravfält                    |              | Norrsunda, Uppland  |                   | 59.590177, 17.883636 | 10005700440001 | Ladda upp en bild av detta fornminne      |
| Norrsunda 45:1                  | Gravfält                    |              | Norrsunda, Uppland  |                   | 59.589527, 17.884904 | 10005700450001 | Ladda upp en bild av detta fornminne      |
| Norrsunda 46:2                  | Hög                         |              | Norrsunda, Uppland  |                   | 59.589999, 17.881701 | 10005700460002 | Ladda upp en bild av detta fornminne      |
| Norrsunda 46:3                  | Stensättning                |              | Norrsunda, Uppland  |                   | 59.589952, 17.881975 | 10005700460003 | Ladda upp en bild av detta fornminne      |
| Norrsunda 47:1                  | Gravfält                    |              | Norrsunda, Uppland  |                   | 59.587660, 17.883245 | 10005700470001 | Ladda upp en bild av detta fornminne      |
| Norrsunda 47:2                  | Runristning                 |              | Norrsunda, Uppland  |                   | 59.587978, 17.882878 | 10005700470002 | Ladda upp en till bild av detta fornminne |
| Norrsunda 48:1                  | Gravfält                    |              | Norrsunda, Uppland  |                   | 59.584064, 17.882793 | 10005700480001 | Ladda upp en bild av detta fornminne      |
| Norrsunda 49:1                  | Gravfält                    |              | Norrsunda, Uppland  |                   | 59.585849, 17.876463 | 10005700490001 | Ladda upp en bild av detta fornminne      |
| Norrsunda 50:1                  | Hög                         |              | Norrsunda, Uppland  |                   | 59.581111, 17.869033 | 10005700500001 | Ladda upp en bild av detta fornminne      |
| Norrsunda 50:2                  | Hög                         |              | Norrsunda, Uppland  |                   | 59.581130, 17.869413 | 10005700500002 | Ladda upp en bild av detta fornminne      |
| Norrsunda 51:1                  | Stensättning                |              | Norrsunda, Uppland  |                   | 59.586185, 17.858744 | 10005700510001 | Ladda upp en bild av detta fornminne      |
| Norrsunda 52:1                  | Grav- och boplatsområde     |              | Norrsunda, Uppland  |                   | 59.582989, 17.898668 | 10005700520001 | Ladda upp en bild av detta fornminne      |
| Norrsunda 54:1                  | Gravfält                    |              | Norrsunda, Uppland  |                   | 59.583911, 17.893899 | 10005700540001 | Ladda upp en bild av detta fornminne      |
| Norrsunda 55:1                  | Gravfält                    |              | Norrsunda, Uppland  |                   | 59.579946, 17.897190 | 10005700550001 | Ladda upp en bild av detta fornminne      |
| Norrsunda 56:1                  | Gravfält                    |              | Norrsunda, Uppland  |                   | 59.578349, 17.893655 | 10005700560001 | Ladda upp en bild av detta fornminne      |
| Norrsunda 57:1                  | Gravfält                    |              | Norrsunda, Uppland  |                   | 59.577578, 17.897928 | 10005700570001 | Ladda upp en bild av detta fornminne      |
| Norrsunda 58:1                  | Runristning                 |              | Norrsunda, Uppland  |                   | 59.578092, 17.898468 | 10005700580001 | Ladda upp en bild av detta fornminne      |
| Norrsunda 60:1                  | Stensättning                |              | Norrsunda, Uppland  |                   | 59.574547, 17.889160 | 10005700600001 | Ladda upp en bild av detta fornminne      |
| Brandbacken (Norrsunda 61:1)    | Gravfält                    |              | Norrsunda, Uppland  |                   | 59.570390, 17.891361 | 10005700610001 | Ladda upp en bild av detta fornminne      |
| Norrsunda 63:1                  | Gravfält                    |              | Norrsunda, Uppland  |                   | 59.568441, 17.892328 | 10005700630001 | Ladda upp en bild av detta fornminne      |
| Norrsunda 68:1                  | Runristning                 |              | Norrsunda, Uppland  |                   | 59.557766, 17.896445 | 10005700680001 | Ladda upp en bild av detta fornminne      |
| Norrsunda 69:1                  | Gravfält                    |              | Norrsunda, Uppland  |                   | 59.577846, 17.850206 | 10005700690001 | Ladda upp en bild av detta fornminne      |
| Norrsunda 70:1                  | Runristning                 |              | Norrsunda, Uppland  |                   | 59.572121, 17.845832 | 10005700700001 | Ladda upp en bild av detta fornminne      |
| Sandviks skans (Norrsunda 71:1) | Fornborg                    |              | Norrsunda, Uppland  |                   | 59.582251, 17.821983 | 10005700710001 | Ladda upp en bild av detta fornminne      |
| U 421 (Norrsunda 72:1)          | Runristning                 |              | Norrsunda, Uppland  | Rosersbergs slott | 59.572840, 17.829456 | 10005700720001 | Ladda upp en till bild av detta fornminne |
| Norrsunda 74:1                  | Stensättning                |              | Norrsunda, Uppland  |                   | 59.610263, 17.845782 | 10005700740001 | Ladda upp en bild av detta fornminne      |
| Norrsunda 76:1                  | Runristning                 |              | Norrsunda, Uppland  |                   | 59.574725, 17.844424 | 10005700760001 | Ladda upp en bild av detta fornminne      |
| Norrsunda 78:1                  | Runristning                 |              | Norrsunda, Uppland  |                   | 59.572678, 17.851179 | 10005700780001 | Ladda upp en bild av detta fornminne      |
| Norrsunda 78:2                  | Runristning                 |              | Norrsunda, Uppland  |                   | 59.572792, 17.851065 | 10005700780002 | Ladda upp en bild av detta fornminne      |
| Norrsunda 86:1                  | Stensättning                |              | Norrsunda, Uppland  |                   | 59.602983, 17.868380 | 10005700860001 | Ladda upp en bild av detta fornminne      |
| Norrsunda 90:1                  | Stensättning                |              | Norrsunda, Uppland  |                   | 59.605377, 17.888583 | 10005700900001 | Ladda upp en bild av detta fornminne      |
| Norrsunda 92:1                  | Grav markerad av sten/block |              | Norrsunda, Uppland  |                   | 59.593689, 17.891814 | 10005700920001 | Ladda upp en bild av detta fornminne      |
| Norrsunda 94:1                  | Stensättning                |              | Norrsunda, Uppland  |                   | 59.597823, 17.902896 | 10005700940001 | Ladda upp en bild av detta fornminne      |
| Norrsunda 95:1                  | Stensättning                |              | Norrsunda, Uppland  |                   | 59.597143, 17.901836 | 10005700950001 | Ladda upp en bild av detta fornminne      |
| Norrsunda 96:1                  | Stensättning                |              | Norrsunda, Uppland  |                   | 59.596808, 17.901698 | 10005700960001 | Ladda upp en bild av detta fornminne      |
| Norrsunda 97:1                  | Stensättning                |              | Norrsunda, Uppland  |                   | 59.600418, 17.902703 | 10005700970001 | Ladda upp en bild av detta fornminne      |
| Norrsunda 100:1                 | Stensättning                |              | Norrsunda, Uppland  |                   | 59.596272, 17.904716 | 10005701000001 | Ladda upp en bild av detta fornminne      |
| Norrsunda 119:1                 | Stensättning                |              | Norrsunda, Uppland  |                   | 59.561316, 17.893006 | 10005701190001 | Ladda upp en bild av detta fornminne      |
| Norrsunda 134:1                 | Stensättning                |              | Norrsunda, Uppland  |                   | 59.598806, 17.902723 | 10005701340001 | Ladda upp en bild av detta fornminne      |
| Norrsunda 134:2                 | Stensättning                |              | Norrsunda, Uppland  |                   | 59.598933, 17.902746 | 10005701340002 | Ladda upp en bild av detta fornminne      |
| Norrsunda 138:1                 | Hällristning                |              | Norrsunda, Uppland  |                   | 59.593709, 17.891154 | 10005701380001 | Ladda upp en bild av detta fornminne      |
| Norrsunda 145:1                 | Stensättning                |              | Norrsunda, Uppland  |                   | 59.605407, 17.886536 | 10005701450001 | Ladda upp en bild av detta fornminne      |
| Norrsunda 145:2                 | Stensättning                |              | Norrsunda, Uppland  |                   | 59.605592, 17.886272 | 10005701450002 | Ladda upp en bild av detta fornminne      |
| Norrsunda 149:1                 | Gravfält                    |              | Norrsunda, Uppland  |                   | 59.603509, 17.885354 | 10005701490001 | Ladda upp en bild av detta fornminne      |
| Norrsunda 149:2                 | Stensättning                |              | Norrsunda, Uppland  |                   | 59.603443, 17.886210 | 10005701490002 | Ladda upp en bild av detta fornminne      |
| Norrsunda 159:1                 | Stensättning                |              | Norrsunda, Uppland  |                   | 59.616135, 17.882501 | 10005701590001 | Ladda upp en bild av detta fornminne      |
| Norrsunda 208:1                 | Stensättning                |              | Norrsunda, Uppland  |                   | 59.614360, 17.910379 | 10005702080001 | Ladda upp en bild av detta fornminne      |
| Norrsunda 209:1                 | Grav- och boplatsområde     |              | Norrsunda, Uppland  |                   | 59.620253, 17.926933 | 10005702090001 | Ladda upp en bild av detta fornminne      |
| Norrsunda 216:1                 | Stensättning                |              | Norrsunda, Uppland  |                   | 59.609166, 17.866097 | 10005702160001 | Ladda upp en bild av detta fornminne      |
| Norrsunda 217:1                 | Stensättning                |              | Norrsunda, Uppland  |                   | 59.608689, 17.866366 | 10005702170001 | Ladda upp en bild av detta fornminne      |
| Blackvreten (Norrsunda 222:1)   | Lägenhetsbebyggelse         |              | Norrsunda, Uppland  |                   | 59.608229, 17.907122 | 10005702220001 | Ladda upp en bild av detta fornminne      |
| Botele udd (Norrsunda 225:1)    | Röse                        |              | Norrsunda, Uppland  |                   | 59.589537, 17.810149 | 10005702250001 | Ladda upp en bild av detta fornminne      |
| Luttergärde (Norrsunda 251)     | Lägenhetsbebyggelse         |              | Norrsunda, Uppland  |                   | 59.579758, 17.865490 | 12000000052813 | Ladda upp en bild av detta fornminne      |
| Luttergärde (Norrsunda 252)     | Lägenhetsbebyggelse         |              | Norrsunda, Uppland  |                   | 59.579331, 17.862131 | 12000000052814 | Ladda upp en bild av detta fornminne      |
| Norrsunda 253                   | Stensättning                |              | Norrsunda, Uppland  |                   | 59.578308, 17.869624 | 12000000052815 | Ladda upp en bild av detta fornminne      |